# Marie-France Pisier
Marie-France Pisier (ur. 10 maja 1944 w Đà Lạt; zm. 24 kwietnia 2011 w Saint-Cyr-sur-Mer) – francuska aktorka filmowa, okazjonalnie również reżyserka i scenarzystka. Zaczynała karierę w latach 60., występując w filmach nowofalowych. Dwukrotna laureatka Cezara za role drugoplanowe w filmach  Kuzyn, kuzynka (1975) oraz Barok (1976).

## Życiorys
Pisier urodziła się w mieście Đà Lạt w Indochinach Francuskich (obecnie Wietnam), gdzie jej ojciec sprawował funkcję kolonialnego gubernatora. Jej młodszy brat Gilles Pisier jest uznanym matematykiem i członkiem Francuskiej Akademii Nauk. Siostra aktorki, Évelyne Pisier, była pierwszą żoną Bernarda Kouchnera, francuskiego ministra spraw zagranicznych i współzałożyciela organizacji Lekarze bez Granic. Rodzina Pisier przeniosła się do Paryża, gdy Marie-France miała 12 lat.
Zadebiutowała na ekranie jako nastolatka w noweli Antoine i Colette (1962) François Truffauta, stanowiącej jeden z pięciu epizodów filmu Miłość dwudziestolatków. Przeżyła z dużo starszym od siebie Truffautem intensywny, choć krótkotrwały romans - porzucił dla niej nawet na jakiś czas swą żonę i dzieci. Pomimo ostatecznego rozstania z nim, Pisier zagrała tę samą postać Colette jeszcze w dwóch późniejszych filmach Truffauta: Skradzione pocałunki (1968) i Uciekająca miłość (1979).
W międzyczasie aktorka ukończyła dwa kierunki na Uniwersytecie Paryskim: prawo i nauki polityczne. W życiu prywatnym nie miała oporów przed wyrażaniem swoich poglądów politycznych. Walczyła głośno o prawa kobiet i podpisała Manifest 343, domagając się prawa do legalnej aborcji. Uczestniczyła w protestach studentów w 1968 r. W latach 90. wygrała walkę z rakiem piersi.
Obsadzana była zwykle w rolach kusicielek oraz kobiet o tajemniczej proweniencji. Zagrała i współtworzyła scenariusz słynnego filmu Jacques'a Rivette'a Céline i Julie płyną statkiem (1974). W tym samym roku wystąpiła także w Widmie wolności Luisa Buñuela. Wielki sukces w Europie i USA odniosła Pisier dzięki roli frywolnej, neurotycznej żony w popularnej komedii Kuzyn, kuzynka (1975), za którą otrzymała nagrodę Cezara. Dalsze sukcesy aktorka odniosła grając w trzech filmach André Téchiné: Wspomnienia z Francji (1975), Barok (1976, drugi Cezar) oraz Siostry Brontë (1979), w którym Pisier wcieliła się w rolę Charlotte Brontë.
Na przełomie lat 70. i 80. Pisier próbowała swoich sił w Ameryce, grając m.in. główną rolę w Drugiej stronie północy (1977) Charlesa Jarrotta, ale nie odniosła większego sukcesu. Po powrocie do Francji wyreżyserowała film Bal u gubernatora (1990) z Kristin Scott Thomas w roli głównej, powstały na podstawie jej własnej powieści o dzieciństwie spędzonym w Nowej Kaledonii. Jej ostatnią ważną rolą była Madame Verdurin w adaptacji Marcela Prousta Czas odnaleziony (1999) Raoula Ruiza. Wyreżyserowała też jeszcze potem film Jak samolot (2002), w którym - opowiadając o śmierci swoich rodziców - odkryła dla kina późniejszą gwiazdę Bérénice Bejo.
24 kwietnia 2011 mąż aktorki, Thierry Funck-Brentano, po powrocie do ich wspólnej willi pod Tulonem znalazł żonę martwą w basenie. Prawdopodobnie zmarła w wyniku przypadkowego utonięcia. Po jej śmierci ówczesny prezydent Nicolas Sarkozy wydał oświadczenie, w którym złożył hołd aktorce.

## Wybrana filmografia

### aktorka
- 1962: Miłość dwudziestolatków (L'amour à vingt ans) - epizod Antoine i Colette jako Colette
- 1962: Diabelskie sztuczki (Le diable et les 10 commandements)
- 1964: Oczy świadka (Les yeux cernés) jako Klara
- 1966: Trans-Europ-Express jako Eva
- 1968: Skradzione pocałunki (Baisers volés) jako Colette Tazzi
- 1969: Paulina odchodzi (Paulina s'en va) jako Isabelle
- 1974: Céline i Julie płyną statkiem (Céline et Julie vont en bateau) jako Sophie
- 1974: Widmo wolności (Le fantôme de la liberté) jako Pani Calmette
- 1975: Wspomnienia z Francji (Souvenirs d'en France) jako Régina Pedret
- 1975: Kuzyn, kuzynka (Cousin, cousine) jako Karine
- 1976: Ciało mojego wroga (Le corps de mon ennemi) jako Gilberte Liégard
- 1976: Barok (Barocco) jako Nelly
- 1977: Druga strona północy (The Other Side of Midnight) jako Noelle Page
- 1979: Uciekająca miłość (L'amour en fuite) jako Colette Tazzi
- 1979: Siostry Brontë (Les soeurs Brontë) jako Charlotte Brontë
- 1980: Kobieta bankier (La banquière) jako Colette Lecoudray
- 1981: Chanel - Samotność nr 5 (Chanel Solitaire) jako Coco Chanel
- 1982: Czarodziejska góra (Der Zauberberg) jako Kławdia Chauchat
- 1982: As nad asy (L'as des as) jako Gaby Delcourt
- 1983: A stawką jest śmierć (Le prix du danger) jako Laurence Ballard
- 1983: Przyjaciel Vincenta (L'ami de Vincent) jako Milena
- 1985: Parking jako Claude Perséphone
- 1988: Kamień filozoficzny (L'oeuvre au noir) jako Martha
- 1991: Błękitna nuta (La note bleue) jako George Sand
- 1998: Lodowisko (La patinoire) jako producentka
- 1999: Dlaczego nie ja? (Pourquoi pas moi?) jako Irene
- 1999: Czas odnaleziony (Le temps retrouvé) jako Madame Verdurin
- 2000: Wyimaginowane zmagania miłosne (Combat d'amour en songe) jako nieznajoma
- 2001: Inch'Allah niedzielo (Inch'Allah dimanche) jako Pani Manant
- 2002: Jak samolot (Comme un avion) jako Claire Forestier
- 2006: Przyjaciel doskonały (Un ami parfait) jako wdowa Barth
- 2006: W Paryżu (Dans Paris) jako matka
- 2010: Czy jest jeszcze szynka? (Il reste du jambon?) jako Nicole Lacroix